# Araucaria luxurians
Araucaria luxurians is een conifeer die endemisch is in Nieuw-Caledonië. De boom wordt bedreigd. Er zijn nog minder dan vijf populaties aan de kust in het zuiden van Grande-Terre te vinden. Tevens is er een afgelegen populatie op het eiland Belep in het noorden. De voornaamste bedreiging voor deze soort is het verlies van habitat door mijnbouw, de uitbreiding van woongebieden, bosbranden en houtkap. Geen van de populaties is beschermd en er wordt weinig ondernomen om ze te beschermen.

## Botanische beschrijving
Araucaria luxurians is een boom die 20- 30 meter hoog wordt. De boom groeit op ultramafische grond. De kroon van de boom heeft een lange, smalle, pilaarachtige vorm. Het groen is waaiervormig georiënteerd op de takken. Blaadjes van jonge bomen zijn verschillend van die van volwassen. De eersten zijn ook groter (6-12 mm lang bij jonge bomen en 5-7 mm lang bij volwassen bomen).
Mannelijke kegels zijn cilindrisch, langgerekt, 12-17 cm lang en 2,5-2,8 cm breed. Vrouwelijke kegels zijn bolvormig, 10-12 cm lang en 8-10 cm breed. Zaadjes zijn 3-3,5 cm lang en kiemen bovengronds.
... · 
A. angustifolia · 
A. araucana (Slangenden) · 
A. bidwillii · 
A. columnari · 
A. cunninghamii · 
A. heterophylla · 
A. luxurians · 
...